# Емоджи: Филмът
„Емоджи: Филмът“ е американска компютърна анимация от 2017 година, базирана на емоджи лицата и графиките, използвани от електронните съобщения, продуцирана е от Columbia Pictures и Sony Pictures Animation и е разпространена от Sony Pictures Releasing. Анимационният филм е режисиран от Тони Леондис, който го е написал, с Ерик Сийгъл и Майк Уайт, озвучаващият актьорския състав се състои от Ти Джей Милър, Джеймс Кордън, Ана Фарис, Мая Рудолф, Стивън Райт, Дженифър Кулидж, Кристина Агилера, София Вергара, Шон Хейс и Патрик Стюарт.
Премиерата на филма е на 23 юли 2017 г. в Regency Village Theatre и е пуснат театрално в Съединените щати на 28 юли 2017 г.

## Актьорски състав
- Ти Джей Милър – Джийн[4]
- Джеймс Кордън – Дай-5[5][6][7]
- Ана Фарис – Терабайт
- Мая Рудолф – Усмивка
- Стивън Райт – Мел Мех, баща на Джийн[8]
- Дженифър Кулидж – Мари Мех, майка на Джийн
- Патрик Стюарт – Ако[9]
- Кристина Агилера – Акико Глитър[10]
- София Вергара – Фламенка[11]
- Шон Хейс – Стивън, дяволско емоджи[12]
- Рейчъл Рей – Спам, спам съобщение[13]
- Джеф Рос – интернет трол[14]
- Джейк Т. Остин – Алекс, човешки тийнейджър[15]

## В България
В България филмът е пуснат по кината на 18 август 2017 г. от „Александра Филмс“, а на 18 декември 2017 г. е пуснат на DVD.

### Синхронен дублаж
| Роля          | Изпълнител                             |
| ------------- | -------------------------------------- |
| Джийн         | Станислав Койчев-Стан                  |
| Дай-5         | Георги Стоянов                         |
| Терабайт      | Ралица Паскалева                       |
| Усмивка       | Лина Шишкова                           |
| Мел Мех       | Николай Петров                         |
| Мери Мех      | Албена Михова                          |
| Ако           | Стефан Стефанов                        |
| Акико Глитър  | Надежда Панайотова                     |
| Алекс         | Денислав Димитров                      |
| Други гласове | Георги-Маноел Димитров Стефани Петкова |

| Обработка              | Александра Аудио |
| ---------------------- | ---------------- |
| Изпълнителен продуцент | Васил Новаков    |

### Войсоувър дублаж
На 28 септември 2024 г. се излъчва и по „Стар Лайф“ с войсоувър дублаж, записан в „Доли Медия Студио“. Екипът се състои от:
| Пост                | Име                                                                    |
| ------------------- | ---------------------------------------------------------------------- |
| Преводач            | Дина Колева                                                            |
| Тонрежисьор         | Виктория Валентинова                                                   |
| Режисьор на дублажа | Йоанна Микова                                                          |
| Озвучаващи артисти  | Нина Гавазова Мими Йорданова Петър Бонев Константин Лунгов Росен Русев |